# Gallegos de Solmirón
Gallegos de Solmirón – gmina w Hiszpanii, w prowincji Salamanka, w Kastylii i León, o powierzchni 30,82 km². W 2011 roku gmina liczyła 143 mieszkańców.